# Arum maculatum
Arum maculatum là một loài thực vật có hoa trong họ Ráy (Araceae). Loài này được L. mô tả khoa học đầu tiên năm 1753.

## Hình ảnh

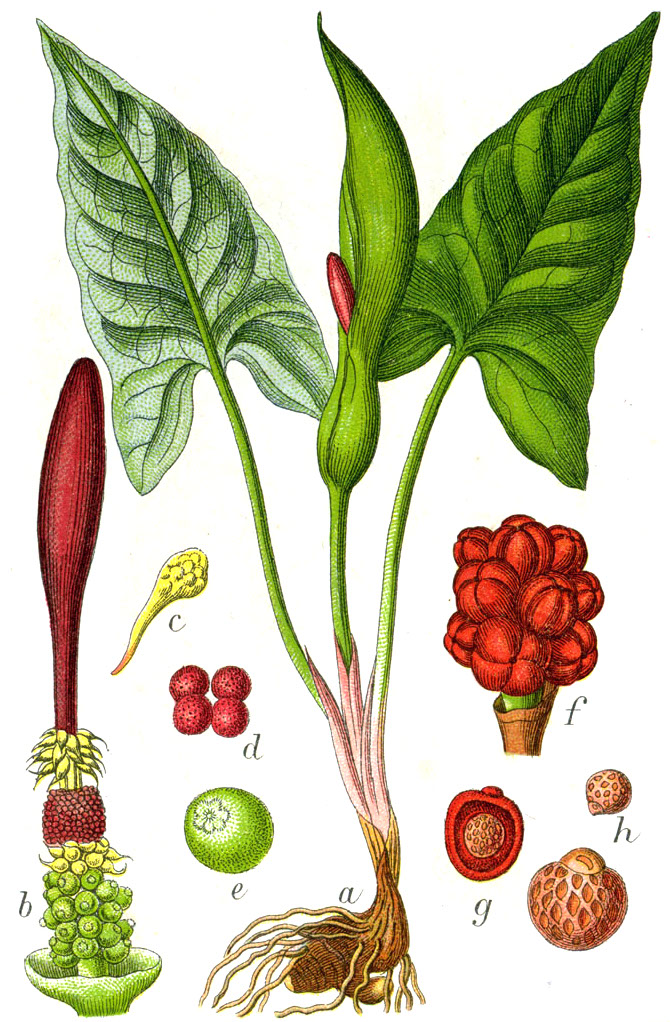
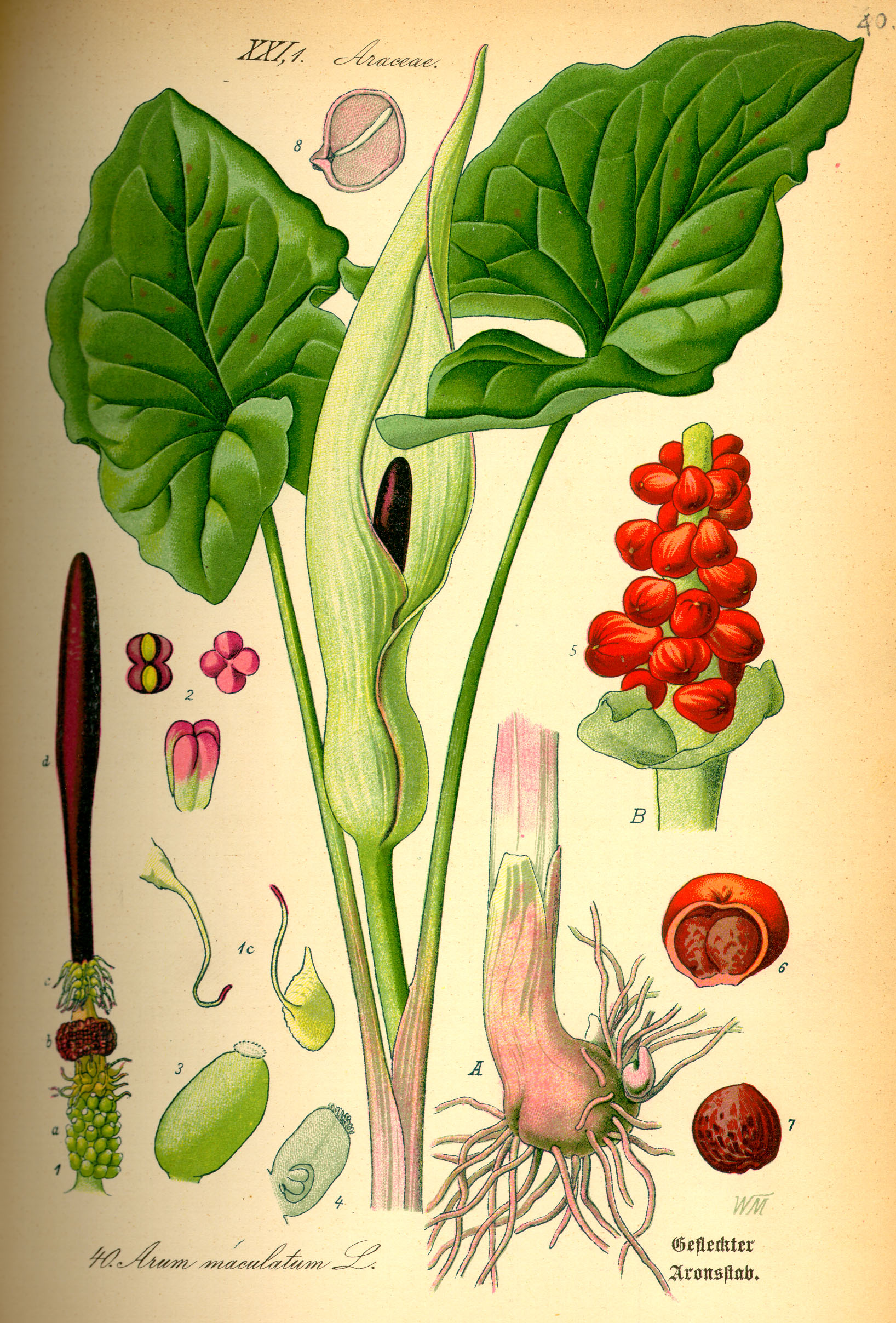
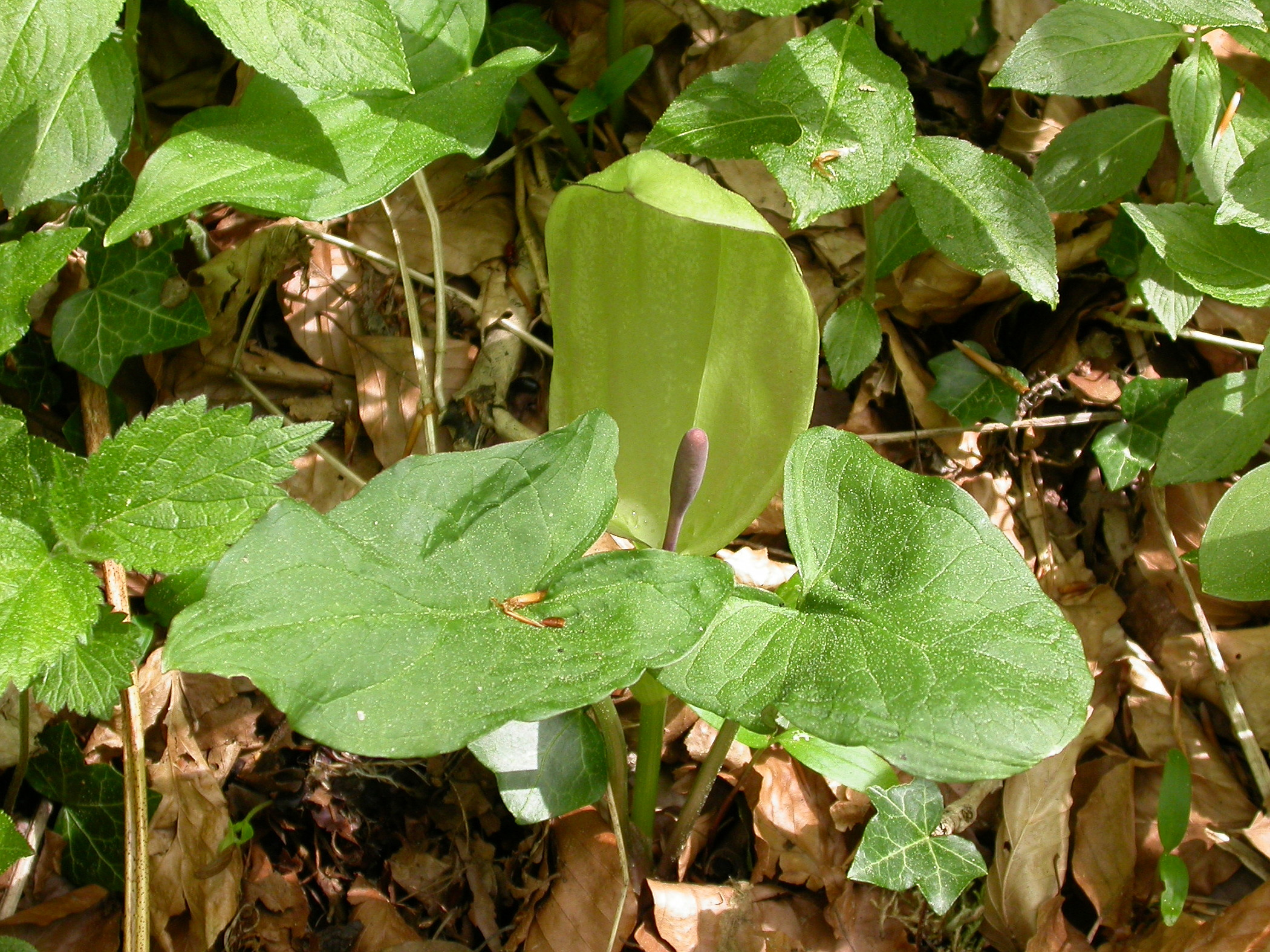
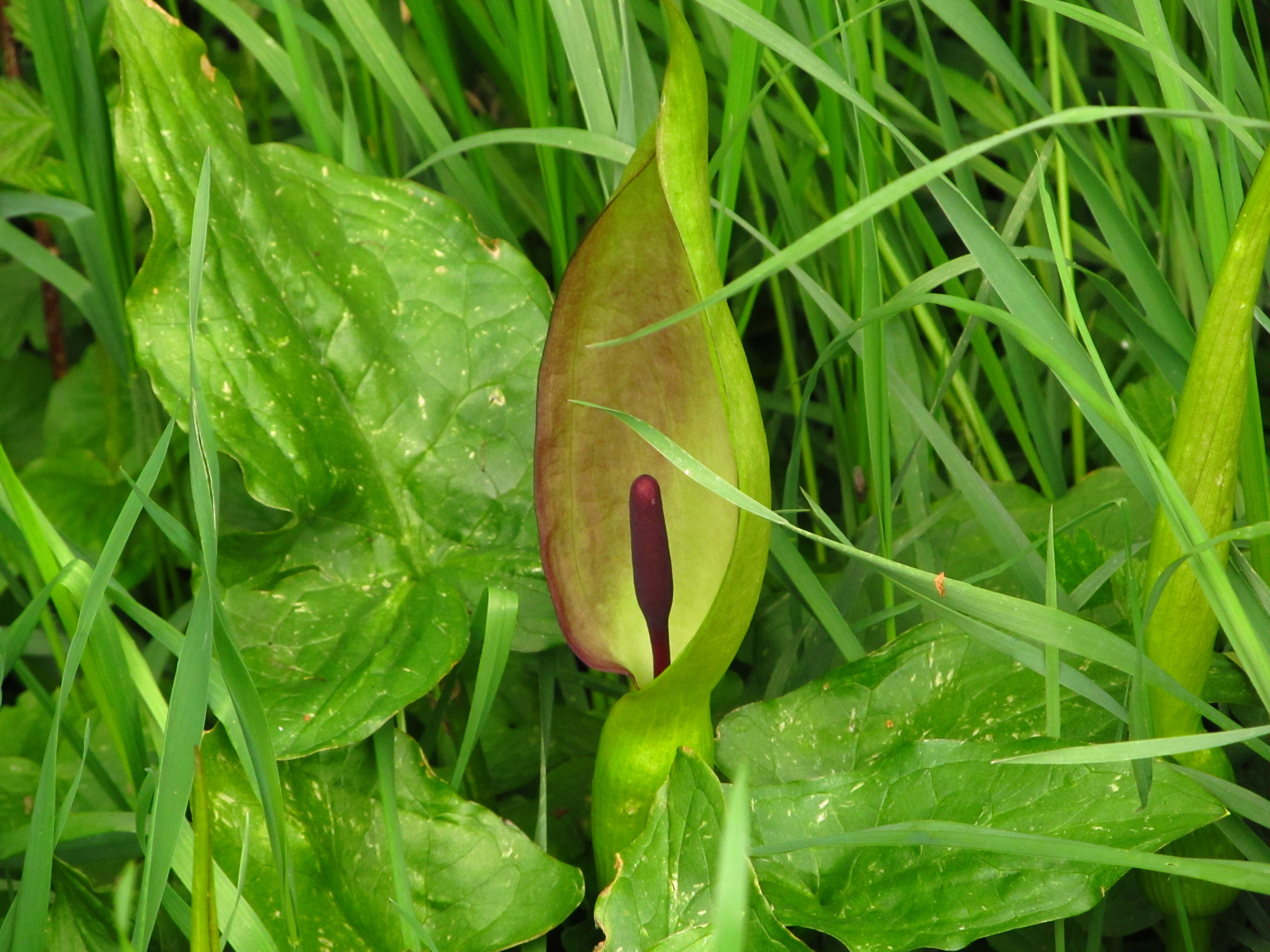